# Sphecodora porphyrias
Sphecodora porphyrias är en fjärilsart som beskrevs av Edward Meyrick 1920. Sphecodora porphyrias ingår som enda art i släktet Sphecodora och i familjen Ethmiidae.  Inga underarter finns listade i Catalogue of Life.